# 张晓敏
张晓敏（1964年5月—），男，上海人，中华人民共和国政治人物。复旦大学历史系历史学专业毕业，大学本科学历，复旦大学高级工商管理硕士学位，二级编审，享受国务院特殊津贴专家。现任中国福利会副主席、党组书记、秘书长。

## 生平
1985年7月参加工作，1997年6月加入中国共产党。历任上海古籍出版社编辑、编辑室主任、社长助理、副总编辑、副社长兼副总编辑，上海辞书出版社社长兼总编辑、辞海编纂处主任、汉语大词典出版社社长，上海文艺出版总社社长
、上海文艺出版集团总裁兼党委副书记、上海朵云轩（集团）董事长（其间：复旦大学管理学院高级管理人员工商管理专业学习，获高级工商管理硕士学位），上海世纪出版集团副总裁兼上海朵云轩（集团）董事长，中国福利会党组书记、秘书长，中国福利会副主席、党组书记、秘书长。